# Dread (Pen-and-Paper-Rollenspiel)
Dread ist ein 2005 erschienenes würfelloses Erzählspiel für Horror-Szenarien von Epidiah Ravachol und Nat Barmore. Es wurde ursprünglich bei The Impossible Dream veröffentlicht und erschien 2018 auf Deutsch beim System Matters Verlag.

## Konzept
Dread ist regelarm, nutzt keine Würfel und gibt keine festen Horrorsettings vor. Es liefert allerdings Tipps für unterschiedliche Runden mit und bietet verschiedene Einsteigerszenarien, legt aber vor allem Wert auf die Erzählung und die Spielmechaniken.
Im Unterschied zu vielen Pen-and-Paper-Rollenspielen beruht Dread darauf, dass Konflikte und Herausforderungen nicht etwa mit Würfeln, sondern Zügen an einem Jenga-Turm gelöst werden müssen. Die Nervosität, die dadurch eintritt, ist ein wesentlicher Teil des Spielgefühls. Auch die Spielercharaktere werden nicht durch Punktevergabe oder einen Würfelwurf, sondern durch Fragebögen mit Suggestivfragen erschaffen.
Dread wurde 2006 für seine Regeln sowie insgesamt als Spiel für zwei ENnie Awards nominiert und gewann den Innovationspreis für die Spielidee.

## Veröffentlichtes Material

### The Impossible Dream (englisch)
- Dread. 2005.

### System Matters (deutsch)
- Dread. 2018. ISBN 978-3-96378-000-4
- Dread – Unter Wut. 2019. ISBN 978-3-96378-028-8
- Dread – Lichtspiele. 2019. ISBN 978-3-96378-038-7